# 1328 en santé et médecine
| Années de la santé et de la médecine : 1325 - 1326 - 1327 - 1328 - 1329 - 1330 - 1331    |
| Décennies de la santé et de la médecine : 1290 - 1300 - 1310 - 1320 - 1330 - 1340 - 1350 |

Cet article présente les faits marquants de l'année 1328 en santé et médecine.

## Événements
- Fondation à Montpellier, par Pierre Causit, bourgeois de la ville, de l'hôpital de la Madeleine, qui « est réservé aux femmes et accueille les repenties[1],[2] ».
- Construction à Haguenau, en Alsace, de l'hôpital Saint-Martin à l'emplacement du premier hôpital de la ville, fondé et consacré à la Vierge et à saint Nicolas par Frédéric Barberousse en 1189[3].
- Un hospice est fondé à Louvain, dans le Brabant, par des alexiens, laïcs « voués à la garde et au service des malades en ville, et qui ont formé un établissement pour garder et soigner des frénétiques[4] ».
- Une ordonnance du roi Édouard III remet au collège d'Oriel d'Oxford la léproserie Saint-Barthélemy (St. Bartholomew's leper hospital) de Cowley, avec les redevances qui lui sont attachées[5].
- 1327-1328 : Jean de Padua (fl. 1301-1328), chirurgien de Philippe le Bel, soigne au château de Conflans le fou de Mahaut, comtesse d'Artois[6].
- Il ne se trouve qu'un seul pharmacien à Reims[7].

## Décès
- Après le 18 avril : Kalonymus ben Kalonymus (né en 1286), rabbin provençal, traducteur de l'arabe en hébreu de nombreux ouvrages scientifiques, philosophiques et médicaux, n'ayant, semble-t-il, jamais pratiqué la médecine, qu'il avait cependant étudiée[8],[9].

- Après septembre probablement, et en 1327 au plus tôt[10] : Jean Pitard (né vers 1248[10]), chirurgien des rois de France Philippe le Hardi et Philippe le Bel.